# Gursum (woreda, Oromia)
Cet article concerne un woreda de la région Oromia. Pour le woreda de la région Somali, voir Gursum (woreda, Somali).
Gursum est un woreda de l'est de l'Éthiopie situé dans  la zone Misraq Hararghe de la région Oromia. Il compte 151 931 habitants en 2007. Son centre administratif, Fugnan Bira ou Funyan Bira, s'appelle également Gursum.

## Situation
Situé entre 1 200 m et 2 950 m d'altitude[réf. souhaitée] dans la zone Misraq Hararghe de la région Oromia, le woreda est bordé au sud par Babille, à l'ouest par la région Harar, au nord par Jarso et à l'est par la région Somali.
Son centre administratif s'appelle Fugnan Bira[réf. souhaitée], Funyan Bira ou Gursum et se trouve vers 2 000 m d'altitude au pied des monts Medero et Kundudo.
Le woreda ne comprend qu'un peu plus de 15% de terres arables, on y cultive notamment l'arachide et le café[réf. souhaitée].

## Démographie
D'après le recensement national de 2007 réalisé par l'Agence centrale de statistique d'Éthiopie, le woreda compte 151 931 habitants et 8 % de la population est urbaine.
La population urbaine est concentrée à Fugnan Bira (12 048 habitants).
La plupart des habitants (97 %) sont musulmans.
Avec une superficie de 876,57 km2, le woreda a une densité de population de 173 personnes par km2 ce qui est supérieur à la moyenne de la zone[réf. souhaitée].